# سیارک ۷۵۷۵
سیارک ۷۵۷۵ (به انگلیسی: 7575 Kimuraseiji، نامگذاری:1989YK) هفت هزار و پانصد و هفتاد و پنجمین سیارک کشف شده‌است که در ۲۲ دسامبر ۱۹۸۹ کشف شد.
قدر مطلق سیارک برابر ۱۳٫۵۰ است.